# NGC 4068
NGC 4068 = IC 757 ist eine irreguläre Zwerggalaxie vom Hubble-Typ IAm im Sternbild Großer Bär am Nordsternhimmel. Sie ist schätzungsweise 12 Millionen Lichtjahre von der Milchstraße entfernt und hat einen Durchmesser von etwa 10.000 Lichtjahren.
Im selben Himmelsareal befindet sich u. a. die Galaxie NGC 4102.
Das Objekt wurde im Jahr 1789 von dem deutsch-britischen Astronomen William Herschel mit Hilfe eines 18,7-Zoll-Teleskops entdeckt.